# The Dandy Warhols
The Dandy Warhols är en amerikansk rockgrupp bildad 1994 i Portland, Oregon. Bandnamnet är en ordlek på konstnären Andy Warhols namn.
Medlemmar i gruppen var från början Courtney Taylor (sång, gitarr), Zia McCabe (keyboards, ibland basgitarr), Peter Holmström (gitarr), och Eric Hedford (trummor). De hämtade sin inspiration från Lou Reed och The Velvet Underground, vilket kan utläsas av namnet på en låt på deras första album, Dandy's Rule OK? från 1995, nämligen "Lou Weed". 1997 släppte de sitt andra album där singeln "Not If You Were the Last Junkie on Earth" blev en adekvat framgång. Strax innan deras tredje album skulle släppas hoppade Hedford av. Ny trummis blev Brent DeBoer. 2000 släppte de sin hittills största singelframgång, "Bohemian Like You". Den blev en hit 2002 efter att den används i reklam för telefonbolaget Vodafone. Deras låt "We used to be Friends" används som titelmelodi till succeserien Veronica Mars, där man bland annat kan se Kristen Bell.

## Medlemmar
Nuvarande medlemmar
- Courtney Taylor-Taylor – sång, gitarr, keyboard, percussion (1994–)
- Peter Holmström – gitarr, keyboard, basgitarr, bakgrundssång (1994–)
- Zia McCabe – keyboard, basgitarr, gitarr, percussion, bakgrundssång (1994–)
- Brent DeBoer – trummor, sång, bakgrundssång, gitarr, basgitarr (1998–)

Tidigare medlemmar
- Eric Hedford – trummor, bakgrundssång (1994–1998)

## Diskografi
Studioalbum
- Dandy's Rule OK (1995)
- ...The Dandy Warhols Come Down (1997)
- Thirteen Tales from Urban Bohemia (2000)
- Welcome to the Monkey House (2003)
- Odditorium or Warlords of Mars (2005)
- ...Earth to the Dandy Warhols... (2008)
- The Dandy Warhols Are Sound (2009)
- This Machine (2012)
- Distortland (2016)
- Why You So Crazy (2019)

Samlingsalbum
- The Black Album / Come On Feel the Dandy Warhols (2004) (2CD)
- The Capitol Years 1995–2007 (2010)

EP
- Little Drummer Boy (1997)
- Tales from Slabtown (2000)
- Tales from Slabtown Vol. 2 (2000)
- Bohemian Like You: Australian Tour EP (2000)
- Earth to the Remix E.P.: Volume One (2008)
- Earth to the Remix E.P.: Volume Two (2009)

Singlar
- "The Dandy Warhols T.V. Theme Song" (1995)
- "Ride" (1995)
- "Every Day Should Be a Holiday" (1997)
- "Not If You Were the Last Junkie on Earth" (1997)
- "Boys Better" (1998)
- "Good Morning" (1998)
- "Get Off" (2000)
- "Bohemian Like You" (2000)
- "Godless" (2001)
- "We Used to Be Friends" (2003)
- "You Were the Last High" (2003)
- "Plan A" (2003)
- "Smoke It" (2005)
- "All the Money or the Simple Life Honey" (2005)
- "Horny as a Dandy" (som Mousse T. vs. The Dandy Warhols) (2006)
- "Have a Kick Ass Summer (Me and My Friends)" (2006)
- "Good Luck Chuck" (2007)
- "The World Come On" (2008)
- "Mission Control" (2008)
- "Mis Amigos" (2008)
- "Blackbird" (2009)
- "Sad Vacation" (2012)
- "The Autumn Carnival" (2012)